# Challenger de Ortisei
El Internazionali Tennis Val Gardena Südtirol es un torneo profesional de tenis. Pertenece al ATP Challenger Series. Se juega desde el año 2010 sobre pistas duras bajo techo (indoor), en Ortisei, Italia.

A partir del año 2013 el torneo pasó a llamarse Sparkasse ATP Challenger.

## Palmarés

### Individuales
| Año  | Campeón            | Finalista             | Resultado      |
| ---- | ------------------ | --------------------- | -------------- |
| 2022 | Borna Gojo         | Lukáš Klein           | 7–64, 6–3      |
| 2021 | Oscar Otte         | Maxime Cressy         | 7–65, 6–4      |
| 2020 | Ilya Ivashka       | Antoine Hoang         | 6–4, 3–6, 7–63 |
| 2019 | Jannik Sinner      | Sebastian Ofner       | 6–2, 6–4       |
| 2018 | Ugo Humbert        | Pierre-Hugues Herbert | 6–4, 6–2       |
| 2017 | Lorenzo Sonego     | Tim Pütz              | 6–4, 6–4       |
| 2016 | Stefano Napolitano | Alessandro Giannessi  | 6–4, 6–1       |
| 2015 | Ričardas Berankis  | Rajeev Ram            | 7–63, 6–4      |
| 2014 | Andreas Seppi      | Matthias Bachinger    | 6–4, 6–3       |
| 2013 | Andreas Seppi      | Simon Greul           | 7–64, 6–2      |
| 2012 | Benjamin Becker    | Andreas Seppi         | 6–1, 6–4       |
| 2011 | Rajeev Ram         | Jan Hernych           | 7–5, 3–6, 7–66 |
| 2010 | Michał Przysiężny  | Lukáš Lacko           | 6–3, 7–5       |

### Dobles
| Año  | Campeones                                     | Finalistas                            | Resultado          |
| ---- | --------------------------------------------- | ------------------------------------- | ------------------ |
| 2022 | Denis Istomin Evgeny Karlovskiy               | Marco Bortolotti Sergio Martos Gornés | 6–3, 7–5           |
| 2021 | Antonio Šančić Tristan-Samuel Weissborn       | Alexander Erler Lucas Miedler         | 7–68, 4–6, [10–8]  |
| 2020 | Andre Begemann Albano Olivetti                | Ivan Sabanov Matej Sabanov            | 6–3, 6–2           |
| 2019 | Nikola Čačić Antonio Šančić                   | Sander Arends David Pel               | 6–75, 7–63, [10–7] |
| 2018 | Sander Gillé Joran Vliegen                    | Purav Raja Antonio Šančić             | 3–6, 6–3, [10–3]   |
| 2017 | Sander Arends Antonio Šančić                  | Jeremy Jahn Edan Leshem               | 6–2, 5–7, [13–11]  |
| 2016 | Kevin Krawietz Albano Olivetti                | Frank Dancevic Marko Tepavac          | 6–4, 6–4           |
| 2015 | Maximilian Neuchrist Tristan-Samuel Weissborn | Nikola Mektić Antonio Šančić          | 7–67, 6–3          |
| 2014 | Sergey Betov Alexander Bury                   | James Cluskey Austin Krajicek         | 6–4, 7–5, [10–6]   |
| 2013 | Christopher Kas Tim Puetz                     | Benjamin Becker Daniele Bracciali     | 6–2, 7–5           |
| 2012 | Karol Beck Rik de Voest                       | Rameez Junaid Michael Kohlmann        | 6–3, 6–4           |
| 2011 | Dustin Brown Lovro Zovko                      | Philipp Petzschner Alexander Waske    | 6–4, 7–64          |
| 2010 | Michail Elgin Alexandre Kudryavtsev           | Tomasz Bednarek Michał Przysiężny     | 3–6, 6–3, [10–3]   |